# Somewhere Only We Know
"Somewhere Only We Know" é uma canção interpretada e composta pela banda britânica de rock alternativo Keane, oficialmente lançada como o terceiro single do seu álbum de estréia Hopes and Fears (2004). No Reino Unido, o single alcançou a posição de número 3, enquanto nos Estados Unidos alcançou a posição de número 50 e recebeu a certificação de ouro, e ainda é considerada a canção de maior sucesso do Keane na parada estadunidense.

## Performance nas paradas
| Parada (2004–2005)                           | Melhor posição  |
| -------------------------------------------- | --------------- |
| Bélgica (Ultratop 50 de Flandres)            | 43              |
| Bélgica (Ultratip Bubbling Under da Valônia) | 6               |
| Dinamarca (Hitlisten)                        | 9               |
| EUA Billboard Hot 100                        | 50              |
| EUA Billboard Adult Top 40                   | 11              |
| EUA Billboard Modern Rock Tracks             | 28              |
| Irlanda (IRMA)                               | 30              |
| Nova Zelândia (Recorded Music NZ)            | 19              |
| Países Baixos (Dutch Top 40)                 | 15              |
| Reino Unido (UK Singles Chart)               | 3               |
| Parada (2010–2011)                           | Melhor posiçãon |
| France (SNEP) Download Chart                 | 21              |
| França (SNEP)                                | 52              |

## Versão de Lily Allen
Em 2013, a cantora, compositora e atriz inglesa Lily Allen divulgou a sua versão da canção. Foi lançada digitalmente a 10 de Novembro no Reino Unido e selecionada para a banda sonora do comercial de Natal de John Lewis.

### Faixas e formatos
A versão single da versão de Lily Allen para "Somewhere Only We Know" contém apenas uma faixa com duração de três minutos e vinte e oito segundos.
| Descarga digital |                          |         |  |
| N.º              | Título                   | Duração |  |
| 1.               | "Somewhere Only We Know" | 3:28    |  |

### Desempenho nas tabelas musicais

#### Posições
| Tabela musical (2013)            | Melhor posição |
| -------------------------------- | -------------- |
| Irlanda - IRMA                   | 1              |
| Escócia - Scottish Singles Chart | 3              |
| Reino Unido - UK Singles Chart   | 1              |

### Histórico de lançamento
| País        | Data                   | Formato          | Editora discográfica |
| ----------- | ---------------------- | ---------------- | -------------------- |
| Reino Unido | 10 de Novembro de 2013 | Descarga digital | Parlophone           |